# Сен-Пьер-Лаваль
Сен-Пьер-Лава́ль (фр. Saint-Pierre-Laval) — коммуна во Франции, находится в регионе Овернь. Департамент коммуны — Алье. Входит в состав кантона Лапалис. Округ коммуны — Виши.
Код INSEE коммуны — 03250.

## Население
Население коммуны на 2008 год составляло 367 человек.
| 1962 | 1968 | 1975 | 1982 | 1990 | 1999 | 2008 |
| ---- | ---- | ---- | ---- | ---- | ---- | ---- |
| 518  | 533  | 572  | 468  | 416  | 362  | 367  |

## Экономика
В 2007 году среди 220 человек в трудоспособном возрасте (15—64 лет) 150 были экономически активными, 70 — неактивными (показатель активности — 68,2 %, в 1999 году было 67,9 %). Из 150 активных работали 133 человека (72 мужчины и 61 женщина), безработных было 17 (6 мужчин и 11 женщин). Среди 70 неактивных 20 человек были учениками или студентами, 27 — пенсионерами, 23 были неактивными по другим причинам.

## Достопримечательности
- Монументальный крест, исторический памятник с 19 мая 1925 года
- Романская церковь Св. Петра
- Замок Фейж (XVII век)
- Замок Ла-Тур (XVI век)